# Fabian Pawela
Fabian Pawela (ur. 30 listopada 1985 w Świdnicy) – polski piłkarz występujący na pozycji napastnika.

## Kariera
Pawela rozpoczął karierę w zespołach juniorskich Polonii Świdnica, przez krótko znajdował się także w pierwszej kadrze tego klubu. W 2004 roku wyjechał do Grecji, gdzie spędził w różnych klubach 6 lat. Pierwszym z nich był grający w najwyższej klasie rozgrywkowej AÉ Chalkidóna – Pawela nie wystąpił jednak w żadnym spotkaniu, a po fuzji z Atromitosem przeniósł się do grającego w niższych ligach AÓ Acharnaïkós. Później był zawodnikiem Thýella Patrón, Panetolikos GFS i Panegiálios GS.
Jesienią 2010 pozostawał bez klubu, a następnie powrócił do Polski, gdzie trafił do drugoligowych Czarnych Żagań. W sezonie 2011/2012 był czołowym strzelcem tego poziomu rozgrywkowego (14 bramek). Po degradacji Czarnych z II ligi w wyniku braku licencji, Pawela podpisał roczną umowę z Podbeskidziem Bielsko-Biała. W debiucie zdobył najszybciej strzeloną bramkę w historii Ekstraklasy (18. sekunda meczu z Jagiellonią Białystok).
Po dwóch sezonach w Bielsku-Białej przeniósł się do III-ligowego Energie Cottbus, gdzie grał pełny sezon. Po powrocie do Polski związał się z I-ligową Olimpią Grudziądz. W sezonie 2016/2017 występował w II-ligowej Polonii Warszawa.